# سواندرستاون
سواندرستاون (بالإنجليزية: Saunderstown)‏ هي منطقة سكنية تقع في الولايات المتحدة في رود آيلاند.